# Michael Tschechow Studio Berlin

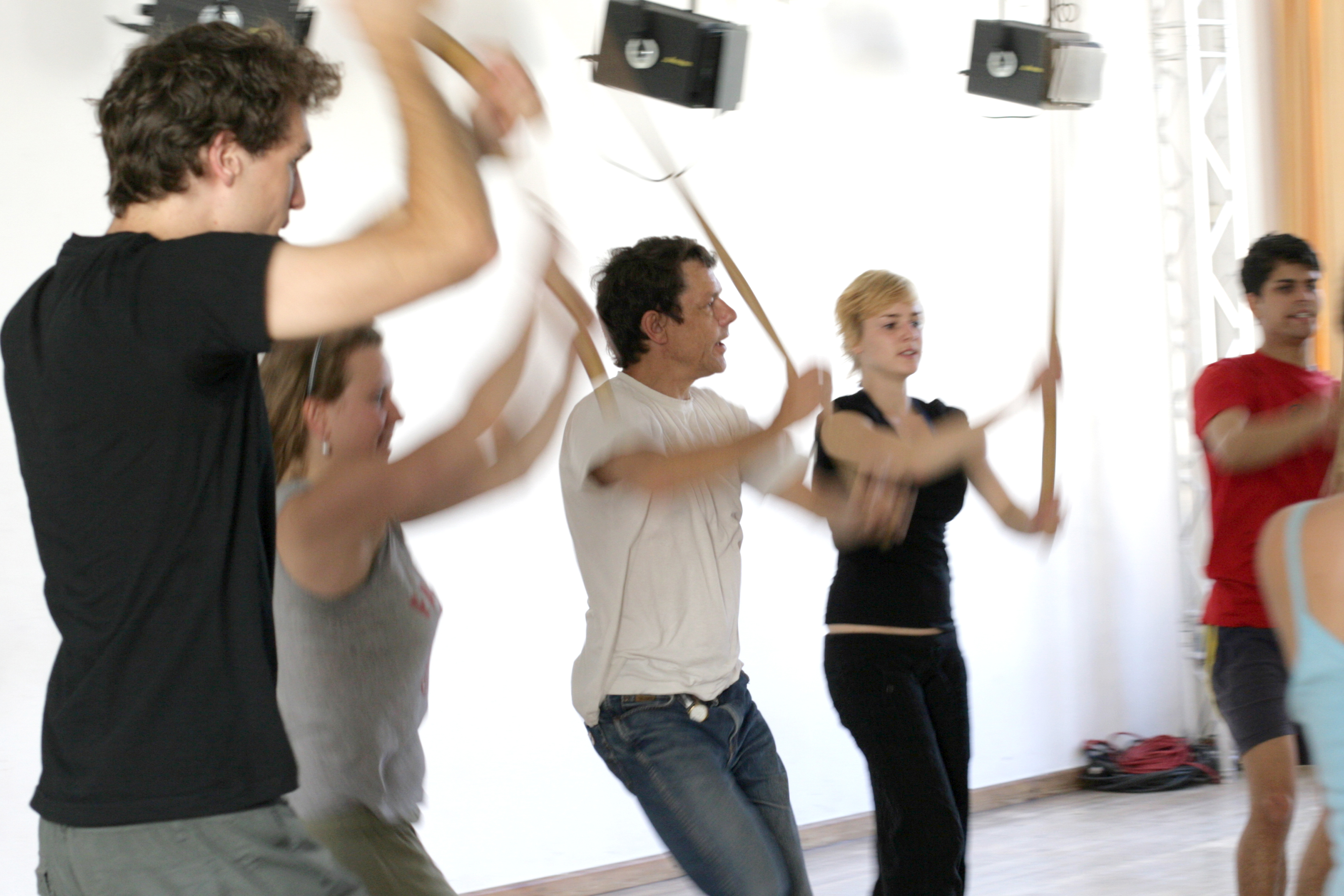
Michael Tschechow Studio i Berlin.

Michael Tschechow Studio Berlin (tidigare: Schauspielseminar Theaterforum Kreuzberg) är en skola som utbildar skådespelare i Berlin-Kreuzberg i Tyskland. Den är namngiven efter den ryske skådespelaren Michael Chekhov.

## Historia och Utbildningsutbudet
Skolan grundades 1984 av Jobst Langhans och har från bildandet utbildat aktörer för statens slutprov för aktörer (Genossenschaft Deutscher Bühnen-Angehöriger). Från och med 1989 erbjudar skolan Tschechow-läsåren och från 1993 en deltidsutbildning. Sedan 1995 fungerar skolan som en arena för skådespelare, som arbetar med Chekhov-Methoden.